# Paganamaa järved
Paganamaa järved (Paganamaasjöarna) är fyra sjöar som ligger på gränsen mellan Estland och Lettland. Den största och östligaste heter Kikkajärv (lettiska: Ilgāja ezers). Den är 0,2 kvadratkilometer (975 gånger 300 meter) och förhållandevis djup (22,5 meter). Från öst till väst följer sedan Sarapuujärv (0,025 km2), Liivajärv (0,4 km2) och Mudajärv (0,01 km2). Samtliga avvattnas av ån Peeli jõgi som ingår i Gaujas avrinningsområde.